# Oonopoides humboldti
Oonopoides humboldti är en spindelart som beskrevs av Margareta Dumitrescu och C.Constantin Georgescu 1983. Oonopoides humboldti ingår i släktet Oonopoides och familjen dansspindlar.
Artens utbredningsområde är Kuba. Inga underarter finns listade i Catalogue of Life.